# Jorge Barrios
Jorge Wálter Barrios Balestrasse (* 24. Januar 1961 in Las Piedras, Uruguay) ist ein ehemaliger uruguayischer Fußballspieler.

## Spielerlaufbahn

### Vereinskarriere
Der 1,79 Meter große, el Chifle genannte Barrios, dessen Spielanlage als die eines beweglichen Kämpfers beschrieben wird, begann seine sportliche Laufbahn auf Vereinsebene zunächst 1975 im Jugendbereich des uruguayischen Vereins Montevideo Wanderers. 1979 debütierte er in der Ersten Mannschaft des Klubs. Im Folgejahr wurde er mit seinem Verein Vizemeister. 1982 folgte die Qualifikation für den Wettbewerb um die Copa Libertadores 1983, in dem er sich schließlich als einer der wichtigsten Spieler seiner Mannschaft in den Vordergrund spielte. 1985 wechselte Barrios dann nach Griechenland zu Olympiakos Piräus, wo er in 45 Erstligapartien (zwei Tore) zum Einsatz kam und in seinem letzten Jahr für diesen Verein sowohl Griechischer Meister wurde, als auch mit seinen Mitspielern den griechischen Superpokal gewann. Nach zwei Jahren im Klub zog es ihn weiter zum Ligakonkurrenten PAE Levadiakos. 1991 kehrte er zurück in seine Heimat und schloss sich erneut den Montevideo Wanderers an. Am Saisonende belegten die Bohemios den dritten Platz. 1992 führte sein Weg zum Konkurrenten Peñarol Montevideo, um schließlich am Ende seiner Karriere von 1993 bis 2000 erneut für die Wanderers tätig zu werden. Dabei hatte er sich eigentlich schon 1999 vom aktiven Sport zurückgezogen, kam jedoch im letzten Spiel der Spielzeit 2000 nochmals für die Wanderers zum Einsatz und war somit auch am Gewinn der Zweitligameisterschaft jenes Jahres beteiligt. Mittlerweile trägt eine der Tribünen des Estadio Alfredo Víctor Viera, in dem die Wanderers ihre Heimspiele austragen, Barrios’ Namen.

### Nationalmannschaft
Barrios stand 1979 im Kader der U-20-Auswahl Uruguays, die bei der U-20-Südamerikameisterschaft das Turnier als Sieger beendete. Im entscheidenden Spiel gegen Argentinien neutralisierte er dort mit starker Leistung erfolgreich Diego Armando Maradona. Im Verlaufe des Turniers wurde er von Trainer Raúl Bentancor sechsmal (kein Tor) eingesetzt. Im selben Jahr wurde er mit Uruguay zudem Dritter der Junioren-Fußballweltmeisterschaft 1979.
Der El Chifle genannte Mittelfeldspieler war auch Mitglied der uruguayischen A-Nationalmannschaft, für die er zwischen dem 18. Juli 1980 und dem 2. August 1992 insgesamt 60 Länderspiele absolvierte und bei denen er dreimal ins gegnerische Tor traf. 1980/81 war er am Gewinn der Mundialito beteiligt und schoss im Finale das erste Tor beim 2:1-Sieg Uruguays über Brasilien. Zudem nahm er an der Fußball-Weltmeisterschaft 1986 teil und gehörte zum Aufgebot Uruguays bei der Copa América 1983 und 1993. Auch beim Sieg Uruguays in der Copa Juan Pinto Durán des Jahres 1981 wirkte er in Hin- und Rückspiel mit. Dem siegreichen Team beim Nehru Cup 1982 gehörte er ebenfalls an. Des Weiteren war er bei der Austragung des Kirin Cup 1985 ebenso Teil der uruguayischen Mannschaft wie bei der Copa Artigas der Jahre 1983 und 1985.

### Erfolge
- U-20-Südamerikameister 1979
- Mundialito-Sieger 1980/81
- Copa Juan Pinto Durán 1981
- Nehru Cup 1982
- Griechischer Meister 1987
- Griechischer Superpokalsieger 1987

## Trainertätigkeit
2003 bis 2004 wirkte er als Trainer der Montevideo Wanderers. Von Juli 2007 bis Juni 2008 war er Coach des zypriotischen Vereins Olympiakos Nikosia. Seit Anfang Januar 2008 trainierte Barrios den uruguayischen Club Cerrito, den er nach zwischenzeitlicher Unterbrechung erneut von Januar 2011 an betreute. Im Mai 2012 endete seine dortige als sein Team sich als Tabellendreizehnter der Jahrestabelle in akuter Abstiegsgefahr befand. Am 6. Januar 2015 wurde vermeldet, dass Barrios das Traineramt bei den Rampla Juniors ab dem Torneo Clausura 2015 übernehmen werde und einen Vertrag mit anderthalb Jahren Laufzeit unterschrieben habe. Sein Trainerteam wird durch Co-Trainer Juan Carlos Parra und Nicolás Pulis als "preparador físico" komplettiert. Nach dem 13. Spieltag der Clausura 2015 befand sich sein Team in akuter Abstiegsgefahr. Daraufhin stellte er sein Amt bei den Rampla Juniors zur Verfügung und wurden zwei Spielrunden vor Saisonende am 26. Mai 2015 von Nelson Olveira in dieser Funktion abgelöst. Am 27. Juni 2016 übernahm er bei den Montevideo Wanderers die Position des Sportdirektors.

## Sonstiges
Barrios hat einen Sohn gleichen Namens, der ebenfalls als Fußballspieler im uruguayischen Fußball tätig ist. 2007 debütierte dieser bei Central Español.